# Таран Людмила Василівна
Людмила Василівна Таран (нар. 2 березня 1954, смт Гребінки Васильківського району Київської області) — українська поетеса, прозаїкиня, літературознавиця, журналістка.

## Біографія
Народилася 2 березня 1954 року у смт Гребінки Васильківського району Київської області.
Закінчила філологічний факультет (1976) Київського державного університету імені Т. Г. Шевченка за спеціальністю українська мова та література. Вивчала чеську мову у Літній школі слов'янських студій Масарикового університету (Брно, Чехія, 1994 та 1998 роки). 
Працювала вчителькою в одній із середніх шкіл м. Києва, провідною науковою працівницею Київського літературно-меморіального музею Максима Рильського, керівницею прес-центру Національного університету Києво-Могилянська академія, редакторкою відділу часопису «Українська культура», оглядачкою газети «Вечірній Київ», старшою науковою працівницею Українського центру культурних досліджень при Міністерстві культури України.
Входить до Українського ПЕН, Асоціації українських письменників та Національної спілки письменників України. Також належить до членів громадської організації «Жінки та засоби масової інформації», Київського Інституту гендерних досліджень.

## Творчість
Людмила Таран дебютувала в шкільному віці. Авторка збірок поезій, прози, а також інтерв'ю та літературно-критичних статей. Одна із тем літературознавчих досліджень — «особливості (…) жіночого письма».
Збірка поезій «Колекція коханок» вийшла від імені чоловіка під псевдонімом Любомил Таран. Соломія Павличко прокоментувала книгу так: «Поетеса, що перевтілюється в чоловіка, описує різних жінок, холодних і пристрасних, повних і худорлявих, усіх, кого він (вона) кохав або кохає… (…) Це по-своєму ідеальний чоловік, якого в українському житті не існує, фантазія поетеси. Тому в підтексті любовних поезій Людмила Тарана те ж невдоволення і виклик, що і в інвективах Оксани Забужко».
2023 року написала цикл поезій «Закривавлена земля. Вірші у час війни».

### Твори

#### Поезія
- «Глибоке листя» (К.: Молодь, 1982);
- «Офорти» (К.: Радянський письменник, 1985);
- «Крокви» (К.: Молодь, 1990);
- «Оборона душі» (К.: Український письменник, 1994);
- «Колекція коханок» (Львів, Кальварія, 2002);
- «Книга перевтілень» (К.: Факт, 2004).

#### Проза
- «Ніжний скелет у шафі». Новели. (К.: Дуліби, 2006);
- «Любовні мандрівки». Новели та нотатки. (К.: Факт, 2007);
- «Анна-Марія та інші новели». У кн.: Новочасна література. Бібліотечка журналу «Дивослово».— 2007. — № 1.
- «Дзеркало Єдинорога». Роман. (Львів, Піраміда, 2009);
- «Артеміда з ланню та інші новели» (Львів, Срібне слово, 2010);
- «Прозорі жінки» (Чернівці, Букрек, 2015);
- «Остання жінка, останній чоловік» (Львів, Видавництво Старого Лева, 2016);
- «Крила Магдалини» (Чернівці, Букрек, 2017);
- «Молодіста» (Чернівці, Букрек, 2021);
- «Айвенко, або чоловіки — це…» (Львів, Видавництво Старого Лева, 2021);
- «Скандал» (К.: Віхола, 2024).

#### Книжки статей та інтерв'ю
- «Енергія пошуку» (К.: Рад. письменник, 1988) — літературознавчі статті;
- «Гороскоп на вчора і на завтра»(К.: Рада, 1995) — інтерв’ю;
- «Жінка і чоловік: долаючи стереотипи» (К.: Факт, 2002) — інтерв’ю, гендерні дослідження;
- «Жінка як текст. Емма Андієвська, Соломія Павличко, Оксана Забужко. Фрагменти творчості й контексти» (К.: Факт, 2002) — упорядкування, літературознавчі статті;
- «Тіло чи особистість?» (К.: Грані-Т, 2007) — упорядкування, літературознавчі статті;
- «Жіноча роль» (К.: Видавництво Соломії Павличко «Основи», 2007) — літературознавчі статті;
- «Яблуня» (Львів, Видавництво Старого Лева, 2019) — інтерв’ю, нариси про дочок-письменниць та їхніх матерів.

### Антології
Публікації в колективних виданнях:
- альманах «Колекція» (Київ, 2001);
- антологія української поезії XX ст. «Сто років юності» (Львів, «Літопис», 2000, українською та англійською мовами);
- антологія поезії «В іншому світлі» (Львів, «Срібне слово», 2008);
- З непокритою головою. Українська жіноча проза (К.: Комора, 2013);
- Замовляння крові. Антологія оповідань журналу «Київ» (К.: Фенікс, 2017);
- Антологія української поезії ХХ ст.: від Тичини до Жадана (К.: А-ба-ба-га-ла-ма-га, 2016);
- Лісові хлопці. Проза про УПА (Discursus, 2016);
- Воєнний стан: антологія / есеїстика. Передмова Валерія Залужного. – Чернівці : Meridian Czernowitz.  2023.

### Переклади
Серед країн, де друкувалися твори Таран — Австралія, Велика Британія, Канада, Литва, Польща, США, Чехія та інші. Добірки поезій перекладалися англійською, литовською, польською, російською мовами, зокрема в антологіях:
- Eastern VISIONS. Visions # 52. USA, 1996;
- TO BE. No 11-12 1997. Chicago, USA;
- Leading Contemporary Poets. An International Antology. 1997. Michigan, USA;
- У журнал Akcent (2000, nr 3, Люблін) у перекладі польською.
- Three Conversations: The Search for Gender Justice / pp.193-210: by Liudmyla Taran / В кн.: Mapping Difference: The Many Facts of Women in Contemporary Ukraine / Edited by Marian J. Rubchak. New York Oxford  : Berghahn Books 2011.
- Herstories. An Anthology of new Ukrainian Women prose Writers. London: Glagoslaw Publishings, 2014, [Велика Британія].
- Negli occhi di lei. Antologia di scrittrici ucraine contemporane [В її очах. Антологія сучасних українських письменниць]. Переклад італійською Лоренцо Помпео. Nardò: Besa Muci, 2021, Італія [Italia].
- Atmintis, Ugnis, Deguonis [Пам’ять, Вогонь, Тлін] Антологія сучасної української поезії .Vilnius: Odilė, 2022, Литва [Lithuania].
- Veritsev maa. Luulet. Цикл поезій. Looming 2024 №3 [in Estonian].
- Tarp būties ir nebūties. Есей. Iš ukrainiečių kalbos vertė Donata Rinkevičienė Leidykla: Gelmės, 2024 [in Lithuanian].
- Writing Under Fire: Poetry and Prose from Ukraine and the Black Country («Писати під вогнем: Поезія і проза з України та Black Country») : Jetstone, 2024, United Kingdom.

Поезія Таран в перекладі англійською (англ. India ink) використовується у виставі Вірляни Ткач «Відблиски» (англ. Waterfall/Reflections; Yara Arts Group, США).

## Нагороди та відзнаки
Лауреатка премій ім. Олеся Білецького (1996), ім. Василя Мисика (1996), а також мистецької премії «Київ» ім. Євгена Плужника (2005). Лауреатка премій журналів «Кур'єр Кривбасу», «Березіль», «Українська культура», «Україна». Переможниця конкурсу для журналістів Програми ООН «Гендер у розвитку» (1998). Номінована АВІ (Американським Біографічним Інститутом) у номінації «Who's Who of Professional & Business Women» Жінкою Року-1999.
Нагороджена Орденом Святої великомучениці Варвари.
Книга «Айвенко, або Чоловіки — це…» (2022) ввійшла до другого конкурсного туру Національної премії України імені Тараса Шевченка 2023 року у номінації «Література». Роман «Айвенко, або Чоловіки — це…» також був серед претендентів на премію імені Шолом-Алейхема 2023 року, а збірка «Скандал» (2024) — 2025 року.

## Громадська позиція
У червні 2018 підтримала відкритий лист діячів культури, політиків і правозахисників із закликом до світових лідерів виступити на захист ув'язненого у Росії українського режисера Олега Сенцова й інших політв'язнів.

## Особисте життя
Мешкає у Києві з 1971 року. Одружена, має сина.

### Окремі публікації та інтерв'ю
- «Жінка залишається багато в чому невисловленою…» // Смолоскип. — 2010. — № 1
- «Коли не пишу, то почуваюся хворою». // Львівська газета. — 2009. — 29 жовтня.
- Ірина Грабовська. Жіночі історії від Людмили Таран. // Сучасність. — 2007. — № 8.
- Дещо із життя однієї киянки. // Слово Просвіти. — 2003. — ч. 43.
- Одіжка для книжки. // Критика. — 2000. — Червень.